# Johnathan Williams
Johnathan Lee Williams III (Memphis, Tennessee, 22 de mayo de 1995) es un baloncestista estadounidense que pertenece a la plantilla del Qadsia SC de la FIBA West Asia Super League. Con 2,06 metros de estatura, juega en la posición de ala-pívot. 

## Trayectoria deportiva

### Universidad
Jugó dos temporadas con los Tigers de la Universidad de Misuri, en las que promedió 8,7 puntos, 6,8 rebotes y 1,1 tapones por partido. Tras la temporada 2014-15, Williams decidió ser transferido. Su padre indicó que no encajaba con sus compañeros de los Tigers, por lo que pensó que su evolución no sería la mejor. Missouri restringió a Williams su transfer a 25 universidades, entre ellas todas las de la SEC y las de la Big 12, así como Arizona e Illinois.
Finalmenta acabó decidiéndose por los Bulldogs de la Universidad de Gonzaga, donde jugó otras dos temporadas en las que promedió 11,8 puntos, 7,4 rebotes y 1,0 tapones por partido. En ambas temporadas fue incluido en el mejor quinteto de la West Coast Conference.

#### Estadísticas
| Año     | Equipo   | PJ  | PT  | MPP  | %TC  | %3P  | %TL  | RPP | APP | ROB | TPP | PPP  |
| ------- | -------- | --- | --- | ---- | ---- | ---- | ---- | --- | --- | --- | --- | ---- |
| 2013-14 | Missouri | 35  | 35  | 26.3 | .457 | .364 | .565 | 6.5 | 0.7 | 0.4 | 1.6 | 5.8  |
| 2014-15 | Missouri | 32  | 32  | 29.4 | .412 | .344 | .617 | 7.1 | 0.8 | 0.3 | 0.6 | 11.9 |
| 2016-17 | Gonzaga  | 39  | 39  | 24.3 | .592 | .400 | .563 | 6.4 | 0.8 | 0.7 | 0.9 | 10.2 |
| 2017-18 | Gonzaga  | 34  | 33  | 29.2 | .565 | .242 | .561 | 8.3 | 1.6 | 0.7 | 1.2 | 13.5 |
| Total   | Total    | 140 | 139 | 27.3 | .507 | .338 | .577 | 7.1 | 1.0 | 0.5 | 1.1 | 10.4 |

### Profesional
Tras no ser elegido en el Draft de la NBA de 2018, disputó la NBA Summer League con Los Angeles Lakers, jugando diez partidos en los que promedió 4,5 puntos y 5,6 rebotes. El 21 de julio firmó contrato con los Lakers.
En la temporada 2020-21, firma por el Galatasaray Doğa Sigorta de la BSL turca, en el que promedia 6.7 puntos y 5 rebotes por encuentro.
El 24 de febrero de 2021, firma por el BV Chemnitz 99 de la Basketball Bundesliga.
El 21 de agosto de 2021, fichó por el Aquila Basket Trento de la Lega Basket Serie A italiana.

## Estadísticas de su carrera en la NBA

### Temporada regular
| Año     | Equipo      | PJ | PT | MPP  | %TC  | %3P  | %TL  | RPP | APP | ROB | TPP | PPP |
| ------- | ----------- | -- | -- | ---- | ---- | ---- | ---- | --- | --- | --- | --- | --- |
| 2018-19 | L.A. Lakers | 24 | 0  | 15.5 | .591 | .000 | .563 | 4.1 | .5  | .3  | .3  | 6.5 |
| 2019-20 | Washington  | 6  | 5  | 20.5 | .682 | .000 | .600 | 6.3 | 1.0 | .2  | .4  | 5.5 |
| Total   | Total       | 30 | 5  | 16.5 | .606 | .000 | .566 | 4.6 | .6  | .3  | .3  | 6.3 |